# Stephanie Cameron
Stephanie Cameron (St. Louis (Missouri), 25 juni 1969) is een Amerikaans actrice.
Zij is het meest bekend als de 'faux'- Jennifer Horton Deveraux in Days of our Lives. Melissa Reeves verliet plotseling de soap en Stephanie werd binnengehaald om de rol over te nemen. Echter sloeg deze recast niet aan bij de kijkers, maar uiteindelijk bleef zij langer dan een jaar als Jennifer (van 1995 tot 1998). Fans hebben Stephanie Cameron nooit geaccepteerd.